# Cylindrocladium naviculatum
Cylindrocladium naviculatum är en svampart som beskrevs av Crous & M.J. Wingf. 1994. Cylindrocladium naviculatum ingår i släktet Cylindrocladium och familjen Nectriaceae.   Inga underarter finns listade i Catalogue of Life.